# Nemoura brevipennis
Nemoura brevipennis is een steenvlieg uit de familie beeksteenvliegen (Nemouridae). De wetenschappelijke naam van de soort is voor het eerst geldig gepubliceerd in 1928 door Martynov.